# Лисек, Пётр
Пётр Ли́сек (пол. Piotr Lisek; род. 16 августа 1992, Душники, Великопольское воеводство, Польша) — польский легкоатлет, специализирующийся в прыжке с шестом. Чемпион Европы в помещении 2017 года. Бронзовый призёр чемпионата мира (2015). Двукратный чемпион Польши. Финалист летних Олимпийских игр 2016 года.

## Биография
Заниматься лёгкой атлетикой начал по совету своего дяди, Кшиштофа Плюциньского, чтобы направить свою энергию в позитивное русло. Серьёзно тренироваться начал с 15 лет. Первоначально выступал в прыжках в высоту, а дядя стал его первым тренером. Однако из-за невысокого роста решил попробовать себя в другом виде, прыжке с шестом.
С 2011 года Пётр тренируется у известного украинского специалиста Вячеслава Колесниченко, который воспитал призёрку чемпионатов мира и Европы Монику Пырек. В юниорские годы не выделялся результатами, лучшим результатом была высота 5,10 м. В 2012 году на чемпионате Польши в его допинг-пробе были обнаружены следы метилгексанамина. Сам Лисек утверждал, что вещество попало в его организм случайно вместе с энергетическим напитком. Польская федерация учла доводы спортсмена и дисквалифицировала только на 6 месяцев.
Вернувшись в сектор, он сразу же выиграл зимний чемпионат Польши 2013 года. Ему хватило прыжка на 5,50 м, но это было только начало его стремительного взлёта. В июне 2014 года он улучшил личный рекорд сразу на 17 сантиметров. 5,82 м — это был третий результат в мире по итогам сезона. На чемпионате Европы Пётр вышел в финал, где занял 6-е место.
Зимой 2015 года он прыгнул ещё выше, на 5,90 м, установив таким образом новый национальный рекорд. На чемпионате Европы в помещении Лисек стал бронзовым призёром с попыткой на 5,85 м. На мировом первенстве в Пекине он разделил третье место с олимпийским чемпионом Рено Лавиллени и соотечественником Павлом Вайцеховским.
Ещё одна бронза была добыта на зимнем чемпионате мира 2016 года, но летом удача отвернулась от него. Сначала он занял четвёртое место на чемпионате Европы, а затем остановился в шаге от пьедестала и на Олимпийских играх в Рио-де-Жанейро.
В феврале 2017 года улучшил свой же рекорд Польши. На турнире в Потсдаме ему удалось преодолеть высоту 6,00 м.
На предолимпийском чемпионате мира, который состоялся в Катаре в 2019 году, польский спортсмен в прыжках с шестом в финале стал третьим, показав результат 5,87 м и стал бронзовым призёром мирового первенства.
Является студентом Щецинского университета. Выступает за клуб OSOT Szczecin.

## Основные результаты
| Год  | Турнир                          | Место проведения         | Место        | Результат |
| ---- | ------------------------------- | ------------------------ | ------------ | --------- |
| 2013 | Чемпионат Европы в помещении    | Гётеборг, Швеция         | 12-е (квал.) | 5,50 м    |
| 2013 | Чемпионат Европы среди молодёжи | Тампере, Финляндия       | 17-е (квал.) | 5,20 м    |
| 2014 | Командный чемпионат Европы      | Брауншвейг, Германия     | 5-е          | 5,42 м    |
| 2014 | Чемпионат Европы                | Цюрих, Швейцария         | 6-е          | 5,65 м    |
| 2015 | Чемпионат Европы в помещении    | Прага, Чехия             | 3-е          | 5,85 м    |
| 2015 | Командный чемпионат Европы      | Чебоксары, Россия        | 3-е          | 5,80 м    |
| 2015 | Чемпионат мира                  | Пекин, Китай             | 3-е          | 5,80 м    |
| 2016 | Чемпионат мира в помещении      | Портленд, США            | 3-е          | 5,75 м    |
| 2016 | Чемпионат Европы                | Амстердам, Нидерланды    | 4-е          | 5,50 м    |
| 2016 | Олимпийские игры                | Рио-де-Жанейро, Бразилия | 4-е          | 5,75 м    |
| 2017 | Чемпионат Европы в помещении    | Белград, Сербия          | 1-е          | 5,85 м    |